# Ciro de Constantinopla
Ciro (en griego: Κύρος, Kyros) fue Patriarca Ecuménico de Constantinopla del 705 al 711. Él es considerado un santo por la Iglesia Ortodoxa y la Iglesia Católica, cuya festividad es el 7 de enero en la Iglesia Católica y el 8 de enero en la Iglesia Ortodoxa. 
Fue monje en Amastris, ciudad del Ponto Euxino (Panflagonia). En el año 705 se ganó la confianza del Emperador, pues se cumplió su predicción sobre el regreso de Justiniano II, depuesto por el usurpador Leoncio. 
Ciro fue nombrado en el trono patriarcal por el emperador romano Justiniano II en el año 705, como reemplazo por el depuesto patriarca Calínico. En su pontificado, ejerció influencia sobre el Emperador moderando las venganzas de este, y gracias a su gestión Constantinopla fue visitada por el papa Constantino entre los meses de octubre del 710 y 711. Después de la caída de Justiniano II en diciembre del año 711, fue destituido por el nuevo emperador Filípico poniendo en su lugar como patriarca a Juan VI, su secretario, quien compartía las simpatías monotelitas de Filípico. Murió en el destierro.